# 滝沢優奈
滝沢 優奈（たきざわ ゆうな、1985年3月25日 - ）は、日本のAV女優。
東京都出身、アクシスプロモーション所属。

## 略歴
2004年に『悩殺エロリスト』でAVデビュー。痴女ものや中出しものを中心に活躍。
2011年5月23日、大塚咲、かすみ果穂、藤井シェリー、範田紗々、佐伯奈々、水野つかさ、星月まゆらとともに、AV女優となったことについての彼女の告白が載った『裸心　なぜ彼女たちはAV女優という生き方を選んだのか?』（集英社）が発売された。
趣味：ショッピング。特技：ピアノ。体が柔軟。

## 作品

### アダルトビデオ
2004年
- 悩殺エロリスト（8月27日、h.m.p）
- 色じかけのハレンチ（9月30日、h.m.p）
- ザーメンためすぎちゃダ・メ・よ♥（10月27日、h.m.p）
- レズVirgin（12月24日、h.m.p）共演:金城アンナ

2005年
- デジタルモザイクVol.065（2月15日、MOODYZ）
- エロいオンナの痴女遊び（3月15日、MOODYZ）
- 最高のオナニーのために ※オナニーグッズ付（4月15日、MOODYZ）
- セレビッチ（5月13日、MOODYZ）
- 極上フェラモン（6月13日、MOODYZ）
- ドリームウーマンVOL.49（7月13日、MOODYZ）
- 女教師童貞泥棒（8月13日、MOODYZ）
- エロスの王宮（9月13日、MOODYZ）共演:小森美樹、原千尋、綾乃梓、瀬戸準、姫咲しゅり
- 滝沢優奈のかんなりハード 完全版（9月16日、メディアバンク）
- ゴックンランド（10月13日、MOODYZ）
- G3（11月13日、MOODYZ）
- 極 本番（12月9日、GLAY'z）
- ゴージャスハンター（12月15日、ジェイモデル）

2006年
- ぶっかけ（1月6日、GLAY'z）
- ノーモザイクおまんこ 3（1月13日、カルマ）共演：横山あさ美、あんずさき
- エロスの王宮 〜最終章〜（2月1日、MOODYZ）共演:小森美樹、原千尋、綾乃梓、瀬戸準、姫咲しゅり
- 潮吹き講座（2月3日、GLAY'z）
- 高級ソープ嬢育成講座（3月3日、GLAY'z）
- ハイパースレスレモザイク VOL.10（4月6日、アイエナジー）
- 社長秘書 中出し勤務（5月4日、アイエナジー）
- 女教師 中出し20連発（6月8日、アイエナジー）
- ウルトラスレスレモザイク NO.06（7月6日、アイエナジー）
- GAL DANCER 中出し20連発（8月4日、アイエナジー）
- 超最高級性感 中出し20連発（9月7日、アイエナジー）
- 雌女anthology #038 「女の口は嘘をつく。」（10月5日、アウダースジャパン）
- 全編フルデジタルモザイク W痴女騎乗位激ピストン 滝沢優奈&矢藤あき（10月19日、SODクリエイト）共演:矢藤あき
- ど痴女 超ド級!!強制チ〇ポ狩りの雌女（おんな） vol.15（12月8日、U&K）
- 若妻の肌ざわり（12月8日、光夜蝶）

2007年
- 美露出DIVA（1月1日、ヴィ）
- Beautiful Leg Queen VOL.01（1月19日、プラウド）
- ドスケベナース天国（1月19日、アレックス）他出演:森野雫、風間ゆず、斉藤亜樹
- 裏サービス 家庭教師派遣センター（2月28日、シャイ企画）他出演:@YOU、華美月、綾野みゆき
- 痴女学園 2（4月15日、イマージュ）共演:宝月ひかる、真中かおり、川峰さくら、名波ゆら、野々宮りん、水野ひかり、川村カンナ、姫野愛、藤本ちさと
- IPキャバクラへようこそ 2（5月1日、アイデアポケット）共演:nao.、原千尋、宝月ひかる、MIMI、相戸愛、喜多村麻衣
- ハラハラ★ドキドキ 陵辱露出旅行（5月4日、ヒビノ）
- ハーレム秘書奴隷（5月15日、ジェイモデル）他出演:姫野愛、真中かおり、藤本ちさと
- 凌辱ロマン 被虐の花園（6月7日、アタッカーズ）共演:宝生瑠璃、滝本紗耶香
- ネチ殺し 滝沢優奈 生ザーメンマ○コ塗り狂責め!!（6月15日、エリスコーポレーション）
- イカサレの館（7月20日、レアル・ワークス）共演:松野ゆい
- FELLATIO FESTIVAL 6（8月1日、アイデアポケット）他出演:今野梨乃、ほしのみゆ、喜多村麻衣、姫川りな、美咲沙耶、秋菜楓、姫野杏、大沢佑香、仲村もも 他5人
- 貞操帯の女2（8月7日、アタッカーズ）共演:つかもと．友希
- ダブル痴女で筆おろし（9月18日、レアル・ワークス）共演:麻生岬
- 美しい痴女のアメとムチ（9月19日、ドグマ）
- 美人なM痴女（9月20日、KIプランニング）
- オナニー パラノイア 滝沢優奈（10月19日、ドグマ）
- 奴隷島 最終章 永遠の凌辱…（11月7日、アタッカーズ）共演:持田茜、山口まゆ、長谷川あゆみ、椎名りく
- AV女優グランプリ（12月25日、トップワン）他出演:佐藤江梨花、未来、大塚ひな、持田茜、清原りょう、あずま樹、翔田千里、YOKO、AYA

2008年
- 2008新春スペシャル企画 極・四十八手秘技伝授 スーパーマジックミラー号 IN 表参道 カップル逆ナンパ（1月17日、SODクリエイト）共演:京野明日香、妃乃ひかり、大石もえ
- エロ盛りMAX!! 高級ソープ嬢VS極上ヘルス嬢 180分（1月18日、GLAY'z）他出演:長谷川なあみ、喜多村麻衣、ほしのみゆ、高瀬七海
- 家庭教師 滝沢優奈（2月13日、溜池ゴロー）
- スーパーマジックミラー号 カップル逆ナンパ 彼女の初めての浮気編（2月21日、SODクリエイト）共演:京野明日香、妃乃ひかり、大石もえ
- 六本木AV女優キャバ（3月15日、ミュージアム・ネクスト）共演:持田茜、AYA、YOKO
- 淫乱性欲奴隷（3月21日、スカッド）
- おねえさんの素顔 滝沢優奈（5月13日、溜池ゴロー）
- BIKINIマリンピック!!2008（7月15日、ミュージアム・ネクスト）共演:三浦亜沙妃、蝦川真理、星優乃、綾瀬みさ、広瀬ゆな、澄川ロア、紅りんご、結川るり、真中かおり、成瀬まひる、若草ひより
- 浴衣乱交夏祭り（8月15日、ミュージアム・ネクスト）他多数共演
- 人気痴女優騙し企画 逆ナンしたら怖い人（8月15日、ミュージアム・ネクスト）他出演:澄川ロア、三浦亜沙妃、真中かおり
- 撮影現場に仕掛けた人気女優ガチ夜這いの罠（9月15日、スターパラダイス）共演:澄川ロア

## 出演

### テレビ
- エロパラNight（GyaOジョッキー2007年9月4日放送分）